# Ethylvanillin
Ethylvanillin (3-Ethoxy-4-hydroxybenzaldehyd, Bourbonal, FEMA 2464) ist eine organische chemische Verbindung mit der Summenformel C9H10O3. Es ist ein Derivat des Benzaldehyds mit einer zusätzlichen Hydroxy- und einer Ethoxygruppe. Es unterscheidet sich vom Vanillin, indem man die Methylgruppe gegen eine Ethylgruppe austauscht. Es kommt nicht natürlich vor.

## Darstellung
Eine gängige Möglichkeit ist die Substitutionsreaktion von o-Ethoxyphenol (1) mit Glyoxylsäure und anschließende Oxidation der gebildeten Säure (2) zu 4-Hydroxy-3-ethoxyphenylglyoxylsäure (3), die zu Ethylvanillin (4) decarboxyliert wird.

## Eigenschaften
Ethylvanillin tritt in Form farbloser Schuppen mit süß-cremigem, blumigem Geruch auf und schmilzt bei 77–78 °C. Es ist kaum löslich in Wasser, jedoch löslich in Ethanol und Ether. Vanillin und Ethylvanillin besitzen zudem einen ähnlichen Geruch, das Ethylvanillin ist 2- bis 4-mal intensiver. Vanillin und Ethylvanillin lassen sich mit Gemischen aus n-Hexan und Essigsäureethylester per Dünnschichtchromatographie gut trennen.  Mit konz. Schwefelsäure färbt es sich gelb, im Gegensatz zu Vanillin.

## Isomere und strukturelle Verwandte
Isoethylvanillin (3-Hydroxy-4-ethoxybenzaldehyd) ist ein Isomer und unterscheidet sich vom Ethylvanillin durch die Stellung der Ethoxygruppe. Anstatt an Position 3 ist diese hier an Position 4 vorzufinden. Hydroxy- und Ethoxygruppe tauschen im Vergleich zum Ethylvanillin die Plätze. Die Strukturanalogie entspricht der zwischen Vanillin und Isovanillin.
ortho-Ethylvanillin (Novovanillin, 2-Hydroxy-3-ethoxybenzaldehyd) ist gleichfalls ein Isomer und unterscheidet sich vom Ethylvanillin durch die Stellung der Hydroxygruppe. Die Vorsilbe ortho- kennzeichnet hier die Position der Hydroxygruppe in Bezug zur Aldehydgruppe; im Ethylvanillin befinden sich diese beiden Gruppen in para-Stellung. Die Strukturanalogie entspricht der zwischen Vanillin und ortho-Vanillin.
| Struktur von Isoethylvanillin | Struktur von Ethylvanillin | Strukturformel von Novovanillin    |
| Isoethylvanillin              | Ethylvanillin              | ortho-Ethylvanillin (Novovanillin) |

## Verwendung
Heute wird Ethylvanillin als künstlicher Aromastoff anstelle des Vanillins verwendet. Als Aromazusatz ist es vor allem in Speiseeis, Brausen, Süß- und Backwaren verbreitet. Laut Verordnung (EG) Nr. 1334/2008 darf es ohne Höchstmengenbeschränkung in Lebensmitteln verwendet werden.
Zur Synthese von Isovanillin eignet sich u. a. Ethylvanillin (1), welches mit Dimethylsulfat zum 3-Ethoxy-4-methoxybenzaldehyd (2) methyliert wird. Anschließend wird mit Schwefelsäure selektiv der Ethylether gespalten.